# Primula wulfeniana
Espèce
Classification APG III (2009)
Primula wulfeniana est une espèce de plantes à fleurs  de la famille des Primulaceae originaire des Alpes.
C'est une plante herbacée.

## Sous-espèces
- Primula wulfeniana subsp. baumgarteniana (Degen & Moesz) Lüdi
- Primula wulfeniana subsp. wulfeniana